# Sefsaf
Sefsaf  (in arabo صفصاف‎?) è un centro abitato e comune rurale del Marocco situato nella provincia di Sidi Kacem, regione di Rabat-Salé-Kénitra. Conta una popolazione di 25 075 abitanti (censimento 2014).